# Bát tấu (Mendelssohn)

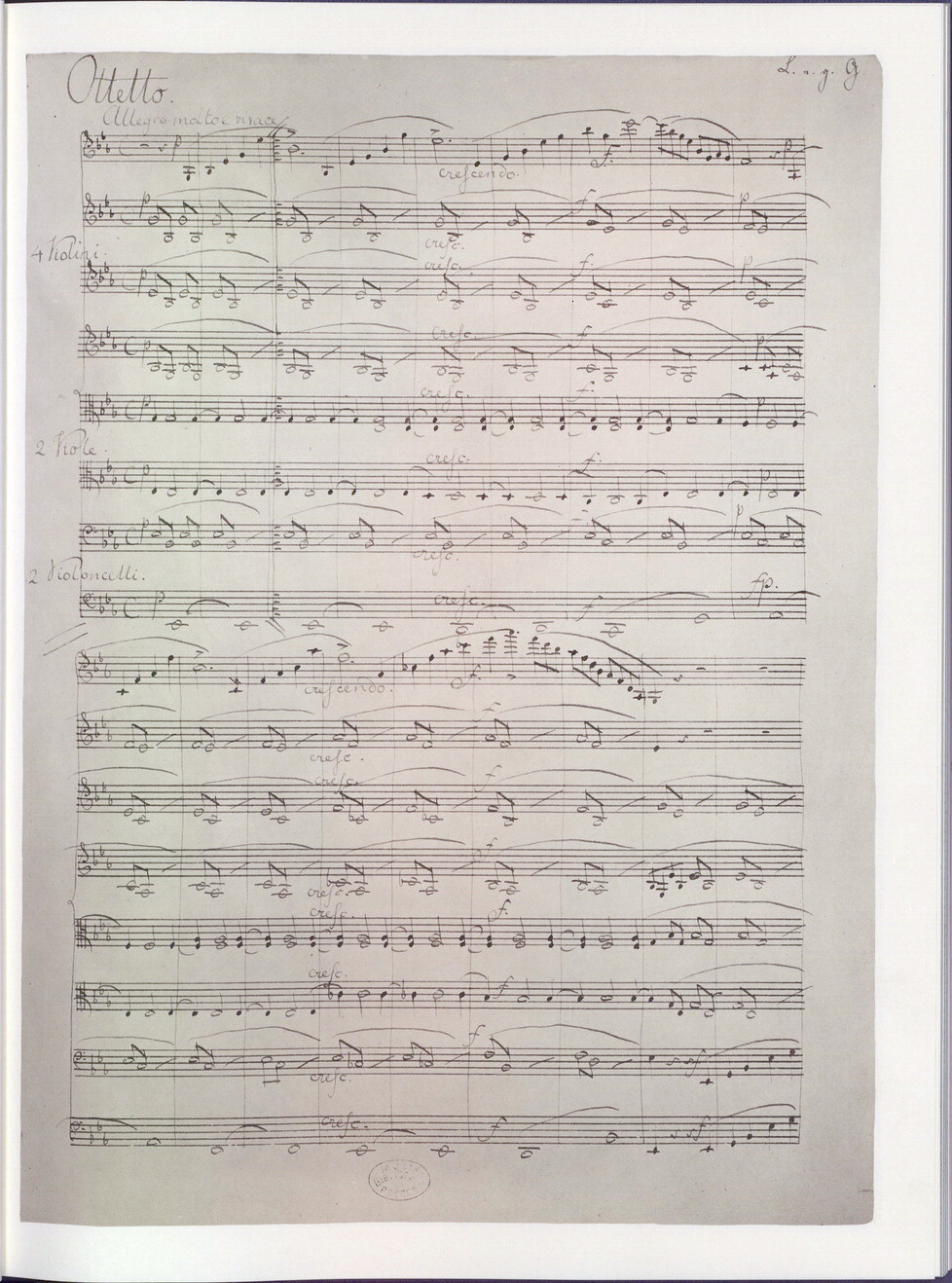
Trang đầu của bản thảo Bát tấu của Mendelssohn (1825) (hiện đang ở Thư viện Quốc hội Mỹ)

Bát tấu giọng Mi giáng trưởng, Op.20 của Felix Mendelssohn được sáng tác vào mùa thu và hoàn thành ngày 15 tháng 10 năm 1825, khi tác giả mới 16 tuổi. Ông viết nó làm quà sinh nhật cho người bạn và người thầy violon của ông Eduard Ritz (1802-1832); nó được chỉnh sửa một ít vào năm 1832 trước khi có buổi công diễn vào ngày 30 tháng 1 năm 1836 tại Leipzig Gewandhaus.

## Cấu trúc
Tác phẩm gồm bốn chương:
1. Allegro moderato ma con fuoco
2. Andante
3. Scherzo
4. Presto

Thời lượng một buổi biểu diễn trung bình khoảng nửa tiếng đồng hồ, với chương đầu chiếm khoảng nửa thời lượng.
Chương Scherzo, sau được phối lại cho dàn nhạc như một sự thay thế cho chương minuet trong giao hưởng đầu tiên của nhà soạn nhạc trong buổi công diễn, được tin rằng đã lấy cảm hứng từ đoạn có tiêu đề  "Walpurgis Night's Dream" từ Faust của Goethe. Những phân đoạn trong chương này tái xuất hiện trong chương cuối, như một điềm báo trước cho cấu trúc vòng được sử dụng bởi các nhà soạn nhạc thế kỉ XIX về sau. Toàn bộ tác phẩm cũng được chú ý bởi sự mở rộng cách hòa âm, cụ thể với chương cuối, mở đầu bằng một fugato tám đoạn.
Tác phẩm được so sánh với Tứ tấu đôi số 1 giọng Rê thứ, Op. 65 năm 1823 của Louis Spohr.

## Nhạc khí
Bản nhạc dành cho hai tứ tấu dây: 4 violon, 2 viola và 2 cello.